# Un inspecteur vous demande
Un inspecteur vous demande (An Inspector Calls) est une pièce de théâtre de John Boynton Priestley, écrite en 1944.
Elle a été jouée pour la première fois en URSS en 1945, puis en 1946 en Grande-Bretagne.

## Résumé
En avril 1912, au sein de la riche famille des Birling, industriels opulents et condescendants, le père Arthur Birling est fier de célébrer le mariage entre sa fille Sheila et Gerald Croft, le fils de son plus important compétiteur. Mais le passé douteux des Birling resurgit lorsque l'on découvre ses relations avec Eva Smith, une jeune fille retrouvée morte après avoir bu un fort désinfectant. Ancienne employée d'un des moulins possédés par les Birling, elle avait été renvoyée dix-huit mois plus tôt pour avoir participé activement à une grève des ouvriers.
La culpabilité devient alors le ressort de cette tragi-comédie aux ficelles efficaces que l'inspecteur Goole, mystérieux et audacieux, se plaît à tirer.

## Particularités de la pièce
Le père de famille, M. Birling, évoque le Titanic, en vantant ses incroyables mensurations et ses qualités de paquebot insubmersible, ainsi que sa certitude que plus aucune guerre n'aura lieu, car plus aucun pays ne veut se battre, notamment pas l'Allemagne. L'action de la pièce se déroule seulement deux ans avant le déclenchement de la Première Guerre mondiale.
Une nouvelle production en 1992 pour le Royal National Theatre, dans une mise en scène de Stephen Daldry, a obtenu un gros succès à Londres, puis sur Broadway avec plus de 450 représentations, et remporté le Tony Award 1994 de la meilleure pièce en reprise.
La pièce est marquée par la dramatic irony (l'ironie dramatique)[Comment ?].

## Adaptations
- 1954 : Un inspecteur vous demande (An Inspector Calls), film britannique de Guy Hamilton, avec Alastair Sim. Le scénario adapté est signé Desmond Davis. Le personnage de l'inspecteur Goole est rebaptisé Poole.
- 1979 : Inspektor Gull (Инспектор Гулл), téléfilm russe d'Alexandre Prochkine, avec Juozas Budraitis.
- 1982 : An Inspector Calls, téléfilm britannique de Michael Simpson, avec Bernard Hepton.
- 2015 : An Inspector Calls (en), film hongkongais de Raymond Wong.